# Route nationale 111
Die N 111 war eine französische Nationalstraße, die 1824 zwischen Tonneins und Millau festgelegt wurde. Sie geht auf die Route impériale 131 zurück. Ihre Gesamtlänge betrug 271,5 Kilometer. 1973 wurde sie komplett abgestuft. 1978 wurde die N 10D zwischen Biriatou und Hendaye (es gab noch eine zweite N10D bei Chartres) in N 111 umgenummert. Diese wurde 2006 abgestuft.